# Burgistein
Burgistein es una comuna suiza del cantón de Berna, situada en el distrito administrativo de Thun. Limita al norte con las comunas de Riggisberg y Lohnstorf, al este con Kirchdorf, Noflen y Seftigen, al sur con Gurzelen y Wattenwil, y al oeste de nuevo con Riggisberg.
Hasta el 31 de diciembre de 2009 situada en el distrito de Seftigen.